# Departament Skarbu Stanów Zjednoczonych
Departament Skarbu Stanów Zjednoczonych (ang. United States Department of the Treasury) – resort rządu Stanów Zjednoczonych odpowiedzialny za zarządzanie finansami państwa. Na czele departamentu stoi sekretarz skarbu, który jest członkiem gabinetu prezydenta.

## Funkcje[1]
Podstawowe funkcje Departamentu Skarbu obejmują m.in.:
- zarządzanie federalnymi finansami
- zbieranie podatków, ceł, należności w stosunku do Rządu USA
- opłacanie rządowych rachunków
- zarządzanie wytwarzaniem dolara amerykańskiego
- zarządzanie rządowymi kontami i długiem publicznym
- nadzorowanie nad bankami i instytucjami finansowymi
- wdrażanie i egzekwowanie podatkowych i finansowych regulacji prawnych
- wykrywanie i ściganie fałszerzy znaków pieniężnych

## Instytucje zależne

### Internal Revenue Service
Agencja zajmująca się poborem podatków.

### Biuro ds. podatków od alkoholu i tytoniu oraz handlu[2]
Agencja zajmująca się regulowaniem oraz zbieraniem podatków i ceł od alkoholu, tytoniu, broni i amunicji.

### Mennica Stanów Zjednoczonych[4]
Agencja wytwarzająca dolar amerykański (banknoty i waluty).